# Euèdric

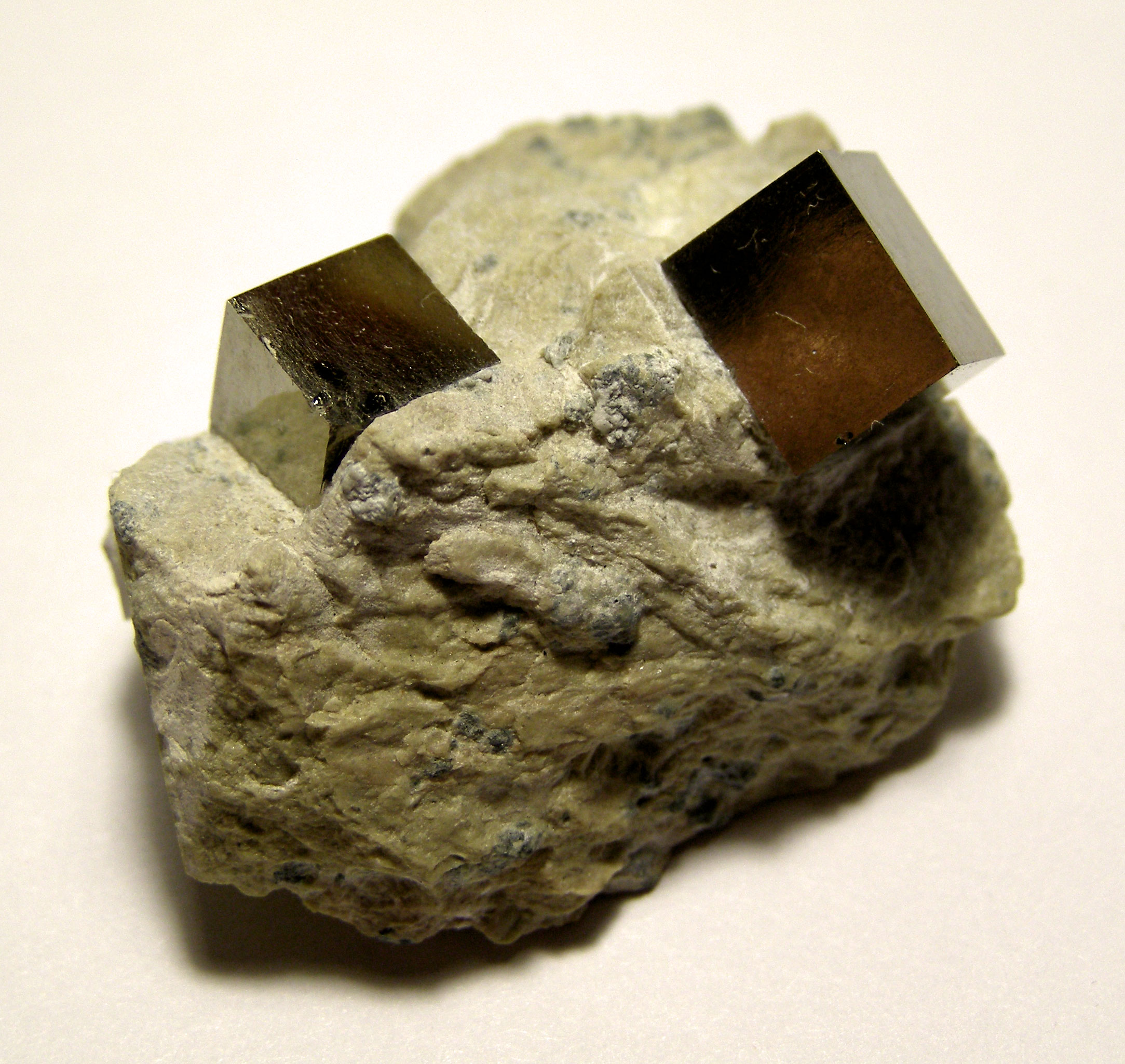
Cristalls euèdrics de pirita.

Euèdric és un terme aplicat a cristalls ben formats, amb facetes afilades i fàcilment recognoscible, cosa no habitual, perquè normalment els cristalls no tenen cares llises amb contorns ben definits. Molts cristalls es formen durant els processos de refredament del magma líquid. A mesura que el magma es refreda, els cristalls es van formant i, possiblement, amb el temps es toquen entre si, evitant que les superfícies dels cristalls es formin correctament, o fins i tot que es formin en absolut.
No obstant això, quan els flocs de neu cristal·litzen, no es toquen entre si. Per tant, els flocs de neu es formen cristalls geminats de sis cares. En roques, la presència de cristalls euèdrics pot significar que es formaren en el començament de la cristal·lització del magma, per exemple en una cavitat o blíster sense ser obstaculitzades per altres cristalls.
Per contra, una roca amb textura anèdrica es compon de grans minerals que no tenen cares tallants (de secció transversal interior o de fulla prima). El creixement dels cristalls anhèdrics es produeix en entorns competitius i sense espai lliure per a la formació de cares del cristall. Una textura intermèdia amb algunes cares de creixement de cristalls s'anomena subèdrica.